# Wolfgang Böhme (Zoologe)
Wolfgang Böhme (* 21. November 1944 in Kiel) ist ein deutscher Herpetologe.

## Leben
Böhme wuchs in Kiel auf. In seiner Kindheit hielt er selbst gefangene Eidechsen, die er nach ihrem Tod konservierte. Er besuchte das als Kieler Gelehrtenschule bekannte humanistische Gymnasium in seiner Heimatstadt, das er mit dem Abitur abschloss. 1965 begann Böhme ein Studium an der Universität Kiel in Zoologie, Botanik und Paläontologie. 1971 promovierte er bei Wolf Herre mit einer Doktorarbeit über die Morphologie des Hemipenis der Echten Eidechsen (Lacertidae) und ihre Bedeutung für die Systematik dieser Tiergruppe.
Kurz darauf wurde Böhme Leiter der Sektion für Herpetologie am Museum Koenig in Bonn.  1989 wurde er Leiter der Abteilung Wirbeltiere am Museum Koenig, 1992 stieg er zum stellvertretenden Direktor des Museums auf. 2010 emeritierte Böhme, nachdem ihm zuvor schon das Wissenschaftsministerium ein zusätzliches Jahr Amtszeit gewährt hatte. Sein Nachfolger ist Dennis Rödder.
Ab dem Wintersemester 1980/81 arbeitete Wolfgang Böhme in der Lehre und Betreuung von Studentinnen und Studenten an der Universität Bonn mit. 1988 habilitierte er und bekam die venia legendi. Im April 1996 wurde er außerplanmäßiger Professor an dieser Universität. Er betreute zahlreiche Magister- und Doktorarbeiten.
Daneben ist Böhme Mitglied der Deutschen Gesellschaft für Herpetologie und Terrarienkunde (DGHT). Er war von 1983 bis 1991 Vorsitzender der DGHT. Böhme wurde im September 1979 Mitbegründer der Societas Europaea Herpetologica, die die Fachzeitschrift Amphibia-Reptilia publiziert. 1993 wurde er in Barcelona zum Präsidenten dieser Vereinigung gewählt, 1997 erfolgte in Prag seine Wiederwahl für weitere vier Jahre.

## Wirken
Böhme baute am Museum Koenig eine herpetologische Arbeitsgruppe auf, die vor allem diverse Aspekte der Biologie von Reptilien in der West-Paläarktis, West- und Zentralafrika, Bolivien, Peru, Vietnam und Indonesien erforscht. Die herpetologische Sammlung des Museums ist unter seiner Leitung von weniger als 9600 Exemplaren auf rund 90.000 Exemplare angewachsen. Am bekanntesten ist Böhmes vorwiegend taxonomische Arbeit bei den Waranen (Varanus): Er ist Erstbeschreiber von zwölf Arten, zwei Unterarten und einer Untergattung. Zusammen mit Thomas Ziegler (1997) revidierte anhand der Hemipenismorphologie der Warane die interne Systematik der Gattung. Viele neue Arten beschrieb Böhme anhand von Museumsexemplaren und Exemplaren aus dem Heimtierhandel. Obwohl zahlreiche von ihm beschriebene Arten aus Indonesien stammen, konnte er dieses Land noch nie besuchen. Hingegen führten ihn sechs ein bis drei Monate dauernde Expeditionen nach West- und Zentralafrika: Im Frühjahr 1973 und im Winter 1973/74 nach Kamerun, im Winter 1975/76 in die Region Senegal und Gambia, 1993 nach Guinea, 1998 wieder nach Kamerun und 1999 während der Durchquerung der Sahara in beiden Richtungen nach Marokko, Westsahara, Mauretanien und in den Senegal. Den Jemen-Waran (Varanus yemenensis) entdeckte Böhme in den 80er Jahren in einer TV-Dokumentation. Böhme ist Herausgeber des Standardwerks Handbuch der Amphibien und Reptilien Europas.
Axel Kwet bezeichnet Wolfgang Böhme als „bekannteste Schaltstelle der deutschen Herpetologenszene“, wo er nach Kwet auch ein „wichtiges Bindeglied zwischen Amateuren und Profis“ war. Er gilt als bedeutendes Mitglied der Deutschen Gesellschaft für Herpetologie und Terrarienkunde (DGHT), Zahlreiche seiner einstigen Schützlinge sind heute bekannte Herpetologen.

## Benennungen zu Ehren Wolfgang Böhmes
Aufgrund der zentralen Arbeit Böhmes auf dem Gebiet der Herpetologie wurden bereits etliche neu entdeckte Arten nach ihm benannt, so listet die Reptile Database zwölf gültige Arten (Varanus boehmei, Tropiocolotes wolfgangboehmei, Tropidophorus boehmei, Trapelus boehmei, Tarentola boehmei, Pseudoboodon boehmei, Pachydactylus boehmei, Lygosoma boehmei, Kinyongia boehmei, Cerastes boehmei und Alsophylax boehmei) sowie drei gültige Unterarten (von Darevskia derjugini, Gloydius halys und Phelsuma madagascariensis).

## Ausgewählte Werke
Wolfgang Böhme hat bis einschließlich 2013 mehr als 625 wissenschaftliche Arbeiten veröffentlicht und publiziert auch weiterhin.
- Über das Stachelepithel am Hemipenis lacertider Eidechsen und seine systematische Bedeutung. Zeitschrift für zoologische Systematik und Evolutionsforschung, 9, S. 187–223, 1971
- Herpetology in Bonn (Mertensiella 21), Deutsche Gesellschaft für Herpetologie und Terrarienkunde, 2014